# Paul Edis
Paul Edis (* um 1983) ist ein britischer Musiker (Piano, Keyboard, Komposition) des Modern Jazz.

## Leben und Wirken
Edis, der bereits als Jugendlicher eigene Bands gründete und komponierte, studierte von 2003 bis 2006 Komposition am London College of Music. Nach dem Bachelor studierte er im Master- und anschließend im Promotionsstudiengang an der York University, wo er auch als Dozent für Jazz-Piano tätig war. Er begann wieder regelmäßig in der Region Nordostengland zu arbeiten; so trat er mit dem North Jazz Orchestra auf und begleitete Solisten auf Tourneen, darunter Jon Faddis, Julian Siegel, Alan Barnes und Tony Kofi. Er gründete die regelmäßige Veranstaltungsreihe Jazz Night im Side Café in Newcastle (was später die regulären Splinter at the Bridge-Sessions inspirierte) und gründete sein eigenes Trio und dann sein Sextett. In dieser Besetzung legte er 2012 sein Debütalbum There Will Be Time vor. Im Bereich des Jazz war er laut Tom Lord zwischen 2011 und 2015 an sechs Aufnahmesessions beteiligt, darunter ein Duoalbum (A Narrow Escape) mit dem Saxophonisten Vasilis Xenopoulos und zwei Soloalben. Der Kritiker Brian Morton beschrieb Edis im Jazz Journal als „eine bedeutende neue Stimme im britischen Jazz“.
In den folgenden Jahren betreute Edis das Programm für Jazz und populäre Musik im The Sage, einem Konzerthaus und Veranstaltungszentrum in Gateshead; 2020 zog er wieder nach London. Ende des Jahres legte er das Album Snakes and Ladders mit Eigenkompositionen vor, das er mit Andy Champion (Bass) und Russ Morgan (Schlagzeug) eingespielt hatte. Das Album When Winter Turns into Spring, das er mit der Sängerin Jo Harrop veröffentlichte, wurde als „Jazz Album of the Year“ 2023 bei den Parliamentary Jazz Awards ausgezeichnet.
Als Dozent arbeitete Edis am The Sage, Gateshead und an den Universitäten Newcastle, Durham und York. Er war in der Jugendjazzausbildung tätig und war 2018 Dozent für Jazzpiano für die Sommerschule des National Youth Jazz Collective. Des Weiteren ist er seit 2016 Leiter des Ushaw Jazz Festival.

## Diskographische Hinweise
- There Will Be Time (Jazz Action, 2012) mit Graham Hardy, Chris Hibbard, Graeme Wilson, Mick Shoulder, Adam Sinclair
- ACV: Busk  (Babel, 2012), mit Graeme Wilson, Paul Edis, Mark Williams, Andy Champion, Adrian Tilbrook
- The Paul Edis Sextet: Mr. Hipster (Vignette, 2013), mit Graham Hardy, Chris Hibbard, Graeme Wilson, Mick Shoulder, Adam Sinclair
- Just Like Me (2015) solo
- Paul Edis & Graeme Wilson: Big as a Mountain, Small as a Pin (2020)[4]
- The Still Point of a Turning World  (2022)
- Vasilis Xenopoulos / Paul Edis: Feels Like Home (2024)